# Batara à poitrine noire
Biatas nigropectus
Genre
Espèce
Répartition géographique
Statut de conservation UICN

 VU A2c+3c+4c;B1ab(i,ii,iii,iv,v)c(iv);C2a(i)b : Vulnérable
Le Batara à poitrine noire (Biatas nigropectus), également appelé fourmilier à moustaches, est une espèce de passereau appartenant à la famille des Thamnophilidae. Il est la seule espèce du genre Biatas.

## Répartition et habitat
Son aire disparate s'étend d'une part à travers les forêts côtières de la Serra do Mar (pt) et la selva misionera (es)
On le trouve dans les forêts de bambous jusqu'à 1 200 m d'altitude.

## Alimentation
Il se nourrit de larves d'insectes, d'araignées, de petits fourmis et de graines.

## Population et conservation
Il est menacé par la disparition de son habitat.